# Morsbach (Germania)
Morsbach è un comune di 10 093 abitanti della Renania Settentrionale-Vestfalia, in Germania.
Appartiene al circondario di Oberberg (targa GM).